# Farø
Farø is een klein eiland in de Denemarken. Het eiland is 0,93 km² groot en heeft vier inwoners.
Farø wordt door de Farø-bruggen verbonden met de eilanden Seeland en Falster en door een dam met het eiland Bogø. De Sekundærrute 287 tussen de Farø-bruggen en Magleby loopt over het eiland.